# Monastirací

Galeria
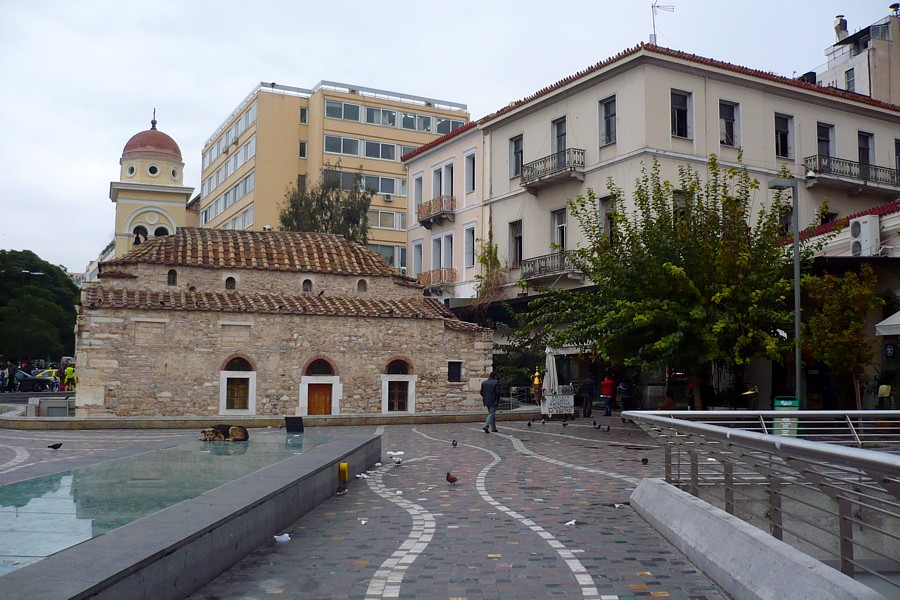
Igreja da Panagia Pantánassa
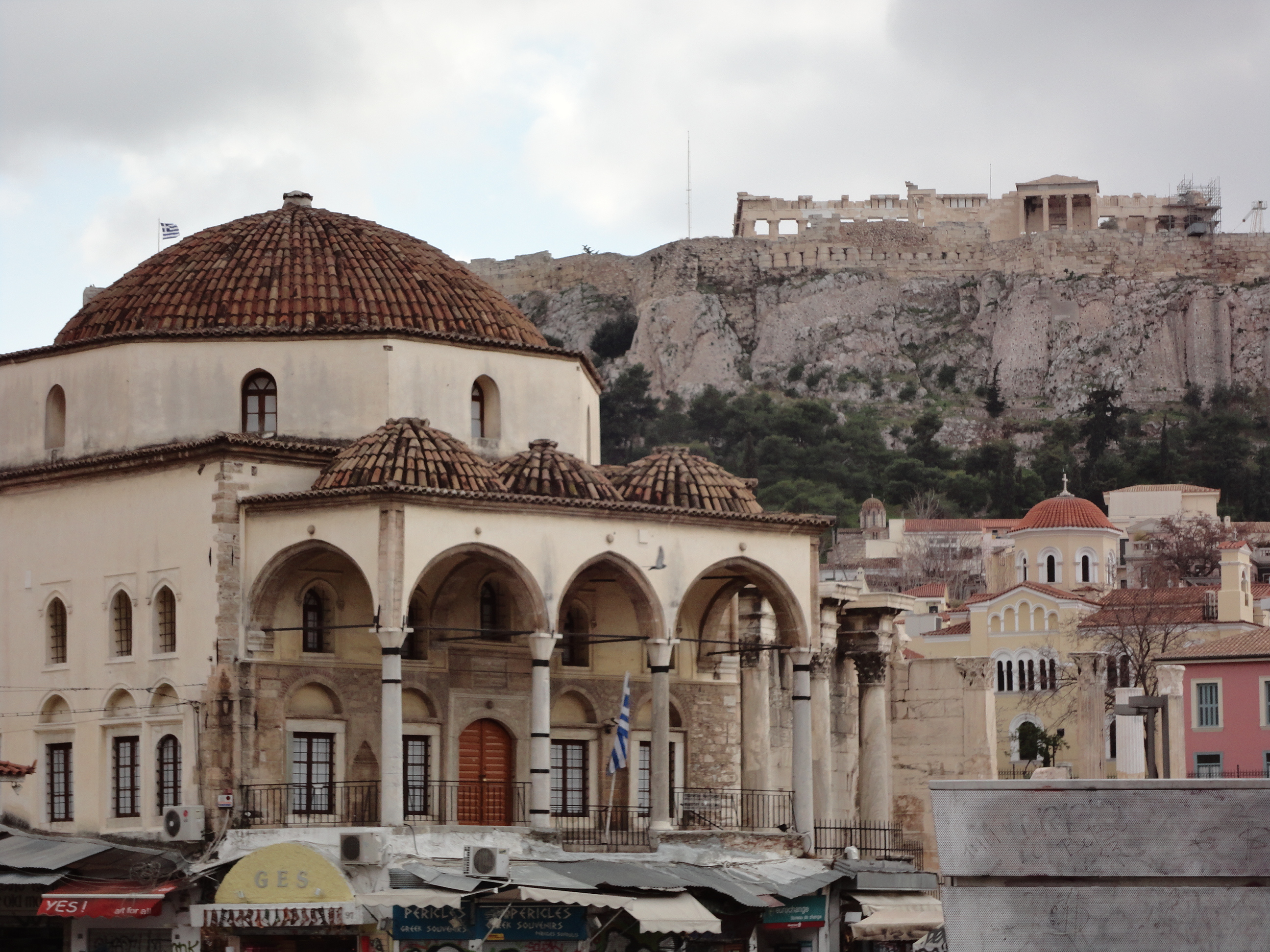
Mesquita Tzistarakis, com a Acrópole ao fundo
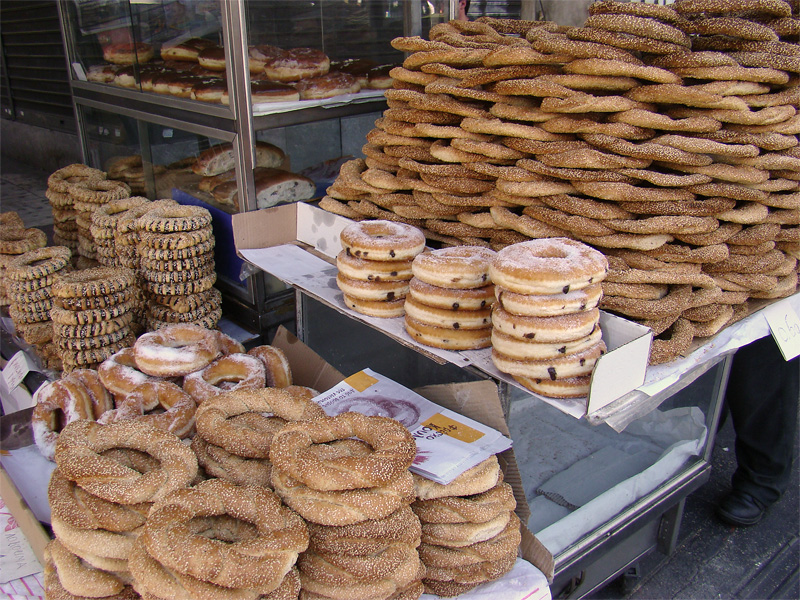
Diversos tipos de koulouris
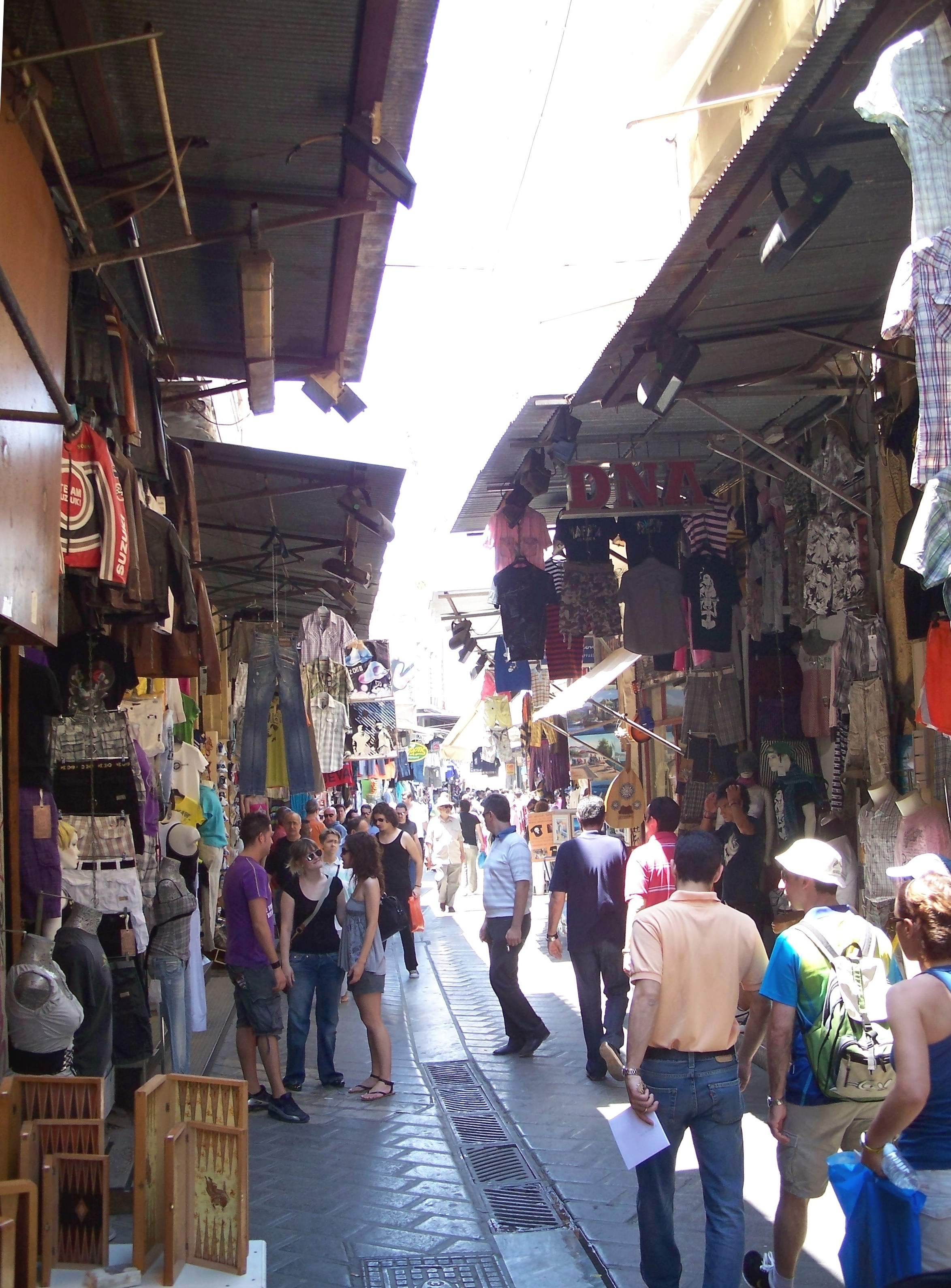
Mercado de Monastirací